# Corynellus lampyrimorphus
Corynellus lampyrimorphus är en skalbaggsart som beskrevs av Ian Swift 2008. Corynellus lampyrimorphus ingår i släktet Corynellus och familjen långhorningar.
Artens utbredningsområde är Costa Rica. Inga underarter finns listade i Catalogue of Life.